# Enrique Cáceres
Enrique Patricio Cáceres Villafañe (Buenos Aires, Argentina, 11 de juny de 1978) és un àrbitre de futbol paraguaià. És internacional des del 2010.
Cáceres arbitra partits de la División Profesional paraguaiana des del 2009. El 2010 va entrar al comitè paraguaià de la FIFA i la CONMBEBOL. Ha dirigit partits de la Copa Libertadores, de la Copa América (2015 i 2016) i de la Copa del Món (2018).